# Senaspis dentipes
Senaspis dentipes är en tvåvingeart som först beskrevs av Macquart 1842.  Senaspis dentipes ingår i släktet Senaspis och familjen blomflugor. Inga underarter finns listade i Catalogue of Life.